# Вилађо Пјан дел Гац (Тренто)
Вилађо Пјан дел Гац је насеље у Италији у округу Тренто, региону Трентино-Јужни Тирол.
Према процени из 2011. у насељу је живело 64 становника. Насеље се налази на надморској висини од 880 м.